# Liste der Monuments historiques in Augers-en-Brie
Die Liste der Monuments historiques in Augers-en-Brie führt die Monuments historiques in der französischen Gemeinde Augers-en-Brie auf.

## Liste der Bauwerke
| Bezeichnung       | Beschreibung                  | Standort | Kennzeichnung | Schutzstatus | Datum | Bild           |
| ----------------- | ----------------------------- | -------- | ------------- | ------------ | ----- | -------------- |
| Kirche St-Étienne | Erbaut ab dem 11. Jahrhundert | (Lage)   | PA00086801    | Classé       | 1917  | weitere Bilder |

## Liste der Objekte

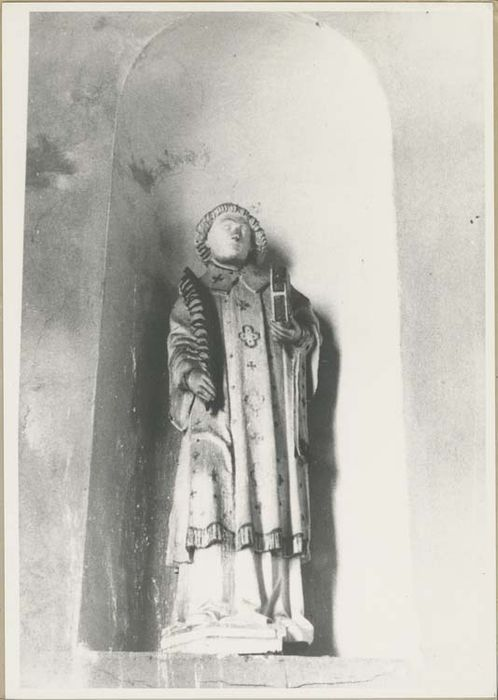
Skulptur des heiligen Stephanus aus dem 18. Jahrhundert

- Monuments historiques (Objekte) in Augers-en-Brie in der Base Palissy des französischen Kultusministeriums